# Одного чудового дня (фільм, 1955)
«Одного чудового дня» (рос. «В один прекрасный день») — український радянський кольоровий художній фільм 1955 року режисера Михайла Слуцького.

## Сюжет
В український колгосп «Світанок» під Полтавою за запрошення місцевих комсомольців очолити самодіяльний музичний колектив колгоспу приїжджає дівчина-диригент з Києва, яка нещодавно закінчила консерваторію. На жаль, голова і головний бухгалтер колгоспу приділяють культурі мало уваги…

## У ролях
- Катерина Савінова — Катерина Воропай, диригент
- Олена Лицканович — Галя Онищенко, секретар комсомольської організації
- Дмитро Дубов — Сергій Юрченко, секретар райкому
- Олексій Бунін — Трохим Коляда, голова колгоспу
- Євген Шутов — Сашко Нехода колгоспний шофер
- Михайло Білоусов — Петро Озеров, головний інженер МТС
- Марія Миронова — Тетяна Петрівна, дружина Озерова
- Михайло Покотило — Панас Калиниченко, головний бухгалтер колгоспу
- Микола Панасьєв — Володя Будякін, зоотехнік
- Іван Пельтцер — дід Хома, колгоспний садівник
- Поліна Нятко — мати Катерини Воропай
- Віктор Халатов — батько Катерини Воропай
- Нонна Копержинська — Оксана, дружина Панаса Чушко
- Михайло Пуговкін — Панас Чушко, брат Філіпа, тракторист і гармоніст
- Євген Зінов'єв — Філіп Чушко, брат Панаса, гармоніст